# 牛伏寺

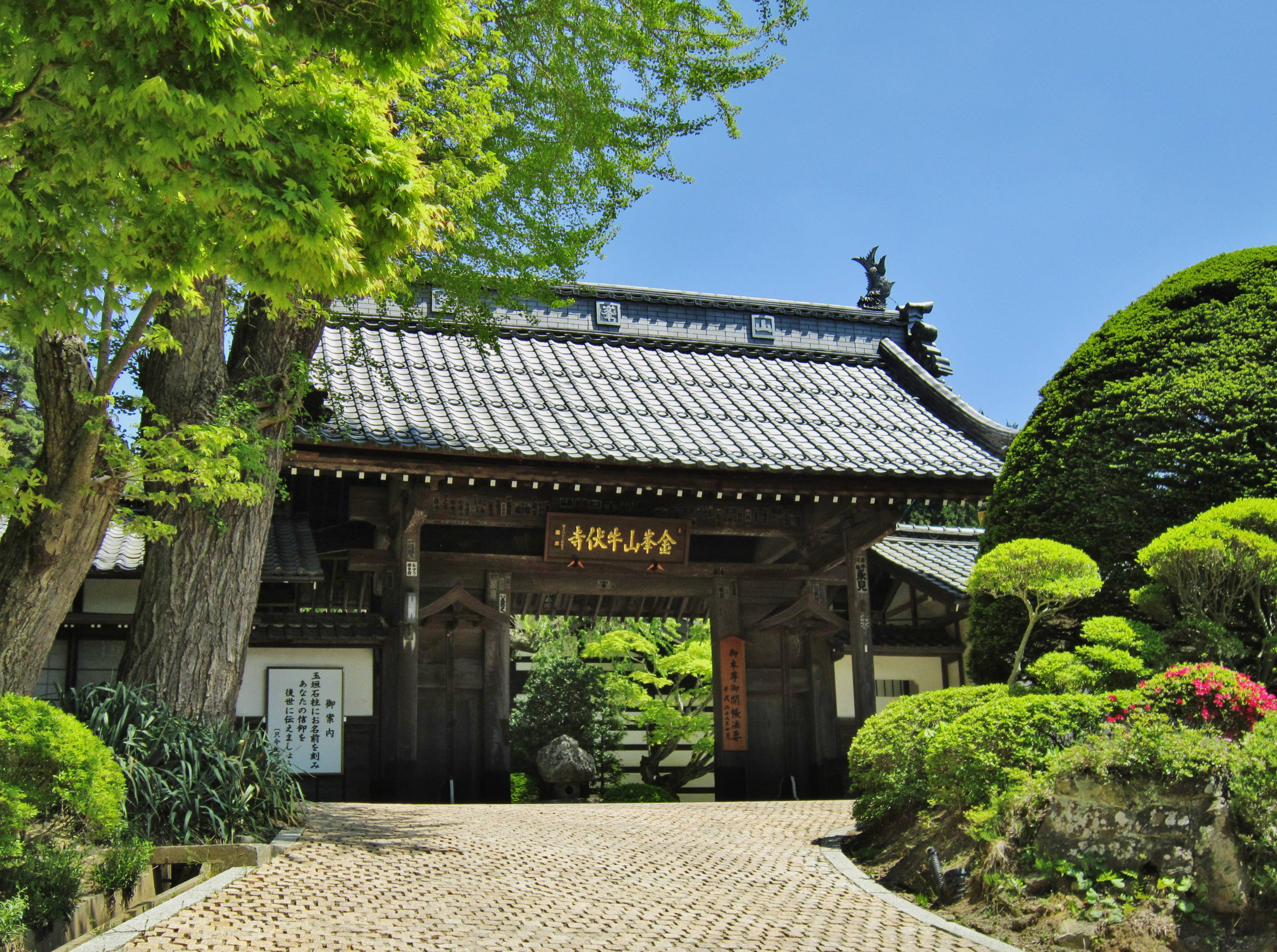
山門

牛伏寺（ごふくじ）は、長野県松本市内田にある真言宗智山派の寺院。山号は金峯山（きんぽうざん）。本尊は十一面観音。鉢伏山（1,929メートル）の西側中腹に位置する。古くから修験道の寺として知られ、県下で屈指の規模と文化財を誇る寺院である。

## 歴史
寺伝では聖徳太子が42歳の時に自ら刻んだ観音像を本尊として鉢伏山に安置したのが始まりという。寺名については、756年（天平勝宝7歳）、唐からもたらされた大般若経600巻を善光寺へ奉納する途中、経典を運んでいた2頭の牛が倒れたことから「牛伏寺」の名が付いたという。なお、参道途中に建つ牛堂には2頭の牛が祀られている。
以上はあくまでも伝承であって、牛伏寺創建の時期や事情については確たる史料がなく、鎌倉時代以前の沿革は定かでない。牛伏寺が位置する鉢伏山の山頂には牛伏権現と称して蔵王権現を祀っており、元来、山岳修行、修験道の山だったと思われる。寺はもとは裏山に位置し、現在地に移ったのは1534年（天文3年）である。
1612年（慶長17年）と1796年（寛政8年）大火で堂宇が焼失し、現存する建物はその後の再建である。

## 文化財

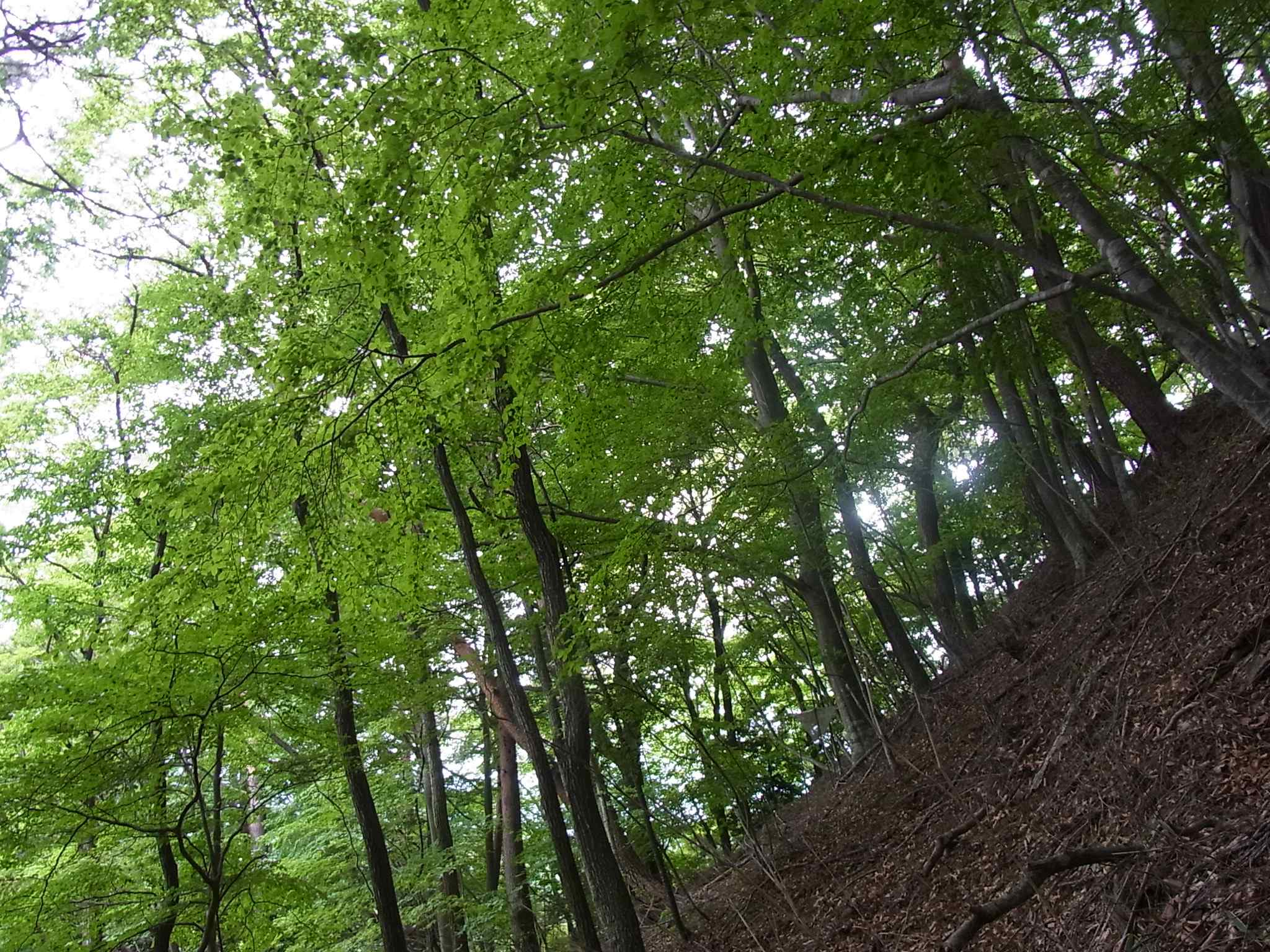
牛伏寺のブナ林

寺が所有する文化財や歴史、周辺の自然をまとめた寺誌(牛伏寺誌）を歴史編(761ページ）と自然編(151ページ）の2分冊で編纂し、2013年に発行した。
重要文化財
- 木造十一面観音及び両脇侍（不動明王、毘沙門天）像 - 十一面観音像は桃山時代様式の極彩色の宮殿（くうでん、厨子）に秘仏として安置される。開帳は33年に一度とされている。なお、2017年に行われる予定だった開帳は延期となった[2]。
- 木造釈迦如来及び両脇侍（文殊菩薩、普賢菩薩）像
- 木造薬師如来坐像
- 木造大威徳明王像

以上の4件8体の仏像はいずれも平安時代末期の作である。
長野県宝
- 木造如意輪観音坐像
- 木造蔵王権現像
- 木造奪衣婆坐像

松本市指定重要文化財
- 仁王門-享保11年に再建
- 観音堂－入母屋造銅板葺で江戸時代前期の数少ない建造物。
- 観音堂宮殿-観音堂内に安置
- 本堂-元和8年に再建
- 如意輪堂
- 地蔵菩薩半跏像
- 延命地蔵
- 男神・女神像
- 十王像
- 追儺面　2面
- 童子像
- 鉄剣　残欠
- 青銅鏡　破片
- 経筒
- 光明真言頌-室町時代
- 四尊像-鎌倉時代
- 宋版大般若経-鎌倉時代
- 銅板線刻十一面観音御正体-鎌倉時代
- 銅伏鉦-2010年(平成22年)発掘調査により出土。出土層の年代や伴出土器から平安時代後期以前と推定
- 法華経断簡（藤南家経）-奈良時代に写経された八巻一具の法華経の一節7行110文字が掛け軸となっている。

松本市指定史跡
- 牛伏寺堂平

松本市特別天然記念物
- 牛伏寺のカラマツ
- 牛伏寺ブナ林 - 本堂裏には、長野県版植物レッドリスト2014[3]に指定された小面積のブナ林[4]があり、長野県松本市の里山に唯一残されたブナ自然林として、2015年7月7日に松本市の天然記念物に指定されている[5]。

## 札所
- 信濃三十三観音霊場27番
- 信州筑摩三十三カ所観音霊場9番

## 交通アクセス
- JR篠ノ井線村井駅からタクシーで約20分。
- 松本バスターミナルより松本電鉄バス松原線で約25分・中山線で約30分「寿台養護学校北（旧中信松本病院）」バス停で下車、徒歩約50分。
- 松本バスターミナルより松本電鉄バス内田線で約22分「牛伏寺口」バス停下車、徒歩約1時間30分。

## 周辺
- 牛伏川（うしぶせがわ）
- 牛伏川フランス式階段工
- 牛伏ダム - ダム湖を形成している。
- 牛伏寺断層
- 馬場家住宅